# Jean-Claude Douge
Jean-Claude Douge est un homme politique français né le 16 octobre 1735 à Neuville-sur-Seine (Aube) et mort le 21 février 1811 à Gyé-sur-Seine (Aube).
Administrateur du département de l'Aube en 1790, il est député de l'Aube à la Convention, votant la réclusion pour Louis XVI. Il siège avec les modérés. Il entre au conseil des Anciens le 4 brumaire an IV, et démissionne le 19 pluviôse suivant.

## Sources
- « Jean-Claude Douge », dans Adolphe Robert et Gaston Cougny, Dictionnaire des parlementaires français, Edgar Bourloton, 1889-1891 [détail de l’édition]